# Railsystems RP
Die Railsystems RP GmbH ist ein Unternehmen mit Sitz in Gotha. Es verleiht Lokomotiven und bietet weitere Leistungen im Schienengüterverkehr an.

## Geschichte
Das Unternehmen wurde 2001 als Lotrac Eisenbahnbetriebsgesellschaft mbH mit Sitz in Eisenach gegründet. Seit 2009 hat es den heutigen Namen und seit 2016 den Sitz in Gotha.

## Fuhrpark
Railsystems RP besitzt derzeit (Stand 2025) 11 Fahrzeuge der Baureihe 218; 7 Fahrzeuge der Baureihe 362/363; 2 Fahrzeuge der Baureihe 107 (V75); 13 Fahrzeuge der Baureihen 290, 291, 294 und 295; des Weiteren 2 Lokomotiven der Baureihe 248 und eine der Baureihe 159.

## Infrastruktur
Die Railsystems RP GmbH besitzt das ehemalige BW Gotha sowie das ehemalige RAW Gotha.